# سيجوريور إينارسون (أستاذ جامعي)
سيجوريور إينارسون (بالآيسلندية: Sigurður Einarsson) هو اقتصادي آيسلندي، ولد في 19 سبتمبر 1960 في ريكيافيك في آيسلندا.